# KDU-414
KDU-414 (ros. Корректирующая Двигательная Установка) – silnik rakietowy napędzany na paliwo ciekłe, opracowany i wyprodukowany przez KBKhm. Od 1960 roku zasilał kilka bezzałogowych radzieckich statków kosmicznych, w tym sondy kosmiczne Mars 1, Venera 1, Zond 2 i Zond 3.
Sam KDU-414 składa się z silnika rakietowego na paliwo ciekłe o nazwie „S5.19” oraz stożkowej osłony termicznej, w której umieszczony jest zbiornik paliwa. Zbiornik ten jest podzielony na dwie oddzielne komory, które są wypełnione dimetylohydrazyną i utleniaczem składającym się z połączenia HNO3 i NO2.